# Matthew Amoah
Matthew Amoah (født 24. oktober 1980 i Tema, Ghana) er en ghanesisk tidligere fodboldspiller, der spillede som angriber Gennem karrieren spillede han for en række hollandske hold, blandt andet SBV Vitesse, NAC Breda, Heerenveen og Fortuna Sittard, for tyske Borussia Dortmund samt for tyrkiske Mersin İdmanyurdu.

## Landshold
Amoah nåede 43 kampe og 13 mål for Ghanas landshold, som han debuterede for i 2002. Han var en del af den ghanesiske trup til både VM i 2006 i Tyskland og VM i 2010 i Sydafrika, samt Africa Cup of Nations i både 2006 og 2010.